# BIMx
BIMx або Graphisoft BIMx (англ. Building Information Model Explorer) —  це набір настільних та мобільних програмних засобів від компанії Graphisoft, призначених для інтерактивного представлення 3D-моделі та 2D-документації будівельних інформаційних моделей в BIM процесах. Операційні системи Apple iOS, Android, Mac OS X і Microsoft Windows, тривимірні моделі з двомірними аркушами з безпосередніми кресленнями, що експортуються до BIMx. BIMx представляє тривимірні моделі будівництва в інтерактивному режимі, подібно до шутерних відеоігор від першої особи.
Клієнти, консультанти та будівельники можуть практично інтерактивно проходити модель та зчитувати дані чи здійснювати вимірювання в 3D-моделі без необхідності встановлення основної програми ArchiCAD. Функція розрізів та перерізів в реальному часі може допомогти виявити деталі запроєктованої моделі будівлі. Документацію для 2D-планів, розрізів та конструкцій можна отримати безпосередньо з переглядів BIMx Hyper-models в 3D режимі, що надає більш детальну інформацію про будівлю.

## BIMx-програми та програми перегляду
Програмний пакет Graphisoft BIMx доступний у трьох різних додатках: програмне забезпечення для настільного персонального комп'ютера, програми перегляду для настільних комп'ютерів та мобільних пристроїв і програми для вебпереглядача:
- ArchiCAD (OS X / Windows): інструмент розробки BIM, комерційний додаток, який може публікувати гіпермоделі BIMx.
- BIMx App (iOS / Android): безкоштовна програма, яку можна завантажити з магазину iTunes App Store для відображення 3D-моделей на iPad, iPhone або інших смартфонах або планшетах на базі Android. Купівля In-App також доступна у безкоштовній програмі BIMx iOS для придбання ліцензії PRO для перегляду гіпермоделей або ліцензії на обмін моделлю для спільного використання конкретної моделі з будь-якою зацікавленою стороною.
- BIMx PRO App (iOS): комерційний додаток, придбаний в магазині iTunes App Store для всіх BIMx Hyper-models: не тільки для 3D-моделі будівлі, але і для її двовимірної архітектурної документації, накреслену та деталізовану за допомогою ArchiCAD. Придбання програми призначено для ліцензії на спільне використання моделі.
- BIMx Desktop Viewer (OS X / Windows): настільний додаток, який можна завантажити на BIMx. (Тільки для відображення 3D-моделей, оскільки програма для перегляду на робочому столі не може відобразити аркуші 2D-креслень.)
- BIMx Web Viewer: безкоштовний вебсервіс для доступу до BIMx Hyper-models у браузері без будь-якої інсталяції. Це є інтегрована частина послуги GRAPHISOFT BIMx Model Transfer[1].

## Історія
Основний двигун BIMx спочатку був розроблений шведським розробником: Zermatt Virtual Reality Software для ArchiCAD 9. Graphisoft придбав Zermatt у 2010 році і випустив свій власний продукт під назвою Virtual Building Explorer для ArchiCAD 13 та ArchiCAD 14. Пізніше, для ArchiCAD 15 і всіх подальших версій, Virtual Building Explorer був перейменований в BIMx або BIM Explorer.

## BIMx Hyper-models
Концепція BIMx Hyper-models забезпечує легкий доступ до креслень безпосередньо з віртуального середовища, створеного моделями 3D-будівництва. Листи креслення 2D BIMx Hyper-models можна придбати лише за допомогою програми BIMx PRO або за допомогою покупки в основній програмі програмі ArchiCAD, як включений в цей програмний продукт окремий модуль. Існує також можливість придбання для використання Hyper-models з необмеженою кількістю залучених до проєкту сторін.[джерело?]